# Kęsy-Wypychy
Kęsy-Wypychy – wieś w Polsce położona w województwie mazowieckim, w powiecie pułtuskim, w gminie Gzy. Ma status sołectwa.
| SIMC    | Nazwa      | Rodzaj    |
| ------- | ---------- | --------- |
| 0115996 | Kęsy-Pańki | część wsi |

W latach 1975–1998 miejscowość administracyjnie należała do województwa ciechanowskiego.